# Elsinoë ledi
Elsinoë ledi är en svampart som först beskrevs av Peck, och fick sitt nu gällande namn av Sanford Myron Zeller 1931. Elsinoë ledi ingår i släktet Elsinoë och familjen Elsinoaceae.   Inga underarter finns listade i Catalogue of Life.